# Русская фонетика
В этой статье описывается фонетика и фонология литературного русского языка.  В статье используется транскрипция МФА на основе латинского алфавита, но для всех её знаков в скобках указаны соответствия, используемые в фонетической транскрипции на основе кириллицы.
Ниже, разные типы транскрипции различаются посредством разных скобок:
- фонетическая заключается в квадратные [ ],
- фонематическая в косые / /,
- морфонологическая в прямые | |.

## Гласные

Гласные русского языка: фонемы (чёрные точки) и их аллофоны (красные)

Вокализм литературного русского языка представлен треугольной системой с пятью или шестью гласными фонемами. Гласные различаются по степени подъёма языка и по ряду (сопряжённому с наличием или отсутствием лабиализации):
| Подъём  | Ряд      | Ряд     | Ряд    |
| Подъём  | передний | средний | задний |
| верхний | i        | (ɨ)     | u      |
| средний | e̞        |         | o̞      |
| нижний  |          | ä       |        |

В безударных слогах русские гласные подвергаются редукции, которая вместе с влиянием окружающих согласных приводит к появлению аллофонов. Русская редукция заключается не в нечётком произношении гласных, или потере ими некоторого качества, а в наличии широчайшей качественной вариативности аллофонов и нейтрализации противопоставлений различительных признаков, из-за чего в каждой позиции могут выступать множество аллофонов, только в зависимости от говора, какой-то из них может быть ведущим, однако и другие могут свободно появляться в каждой позиции даже в речи одного человека. Эти аллофоны русские не различают на слух. Ударные гласные в русском языке имеют всегда одно качество и длиннее безударных гласных. По своим характеристикам ударные гласные в русском языке долгие, а безударные краткие.

### /i/и/ɨ/(/и/ и /ы/)
/i/ и /ɨ/ являются гласными верхнего подъёма переднего и среднего ряда соответственно.
Обозначаются обычно буквами и и ы; в безударной позиции также буквами е, я, а и э, е соответственно.
Вопрос, являются ли гласные /i/ и /ɨ/ одной или двумя фонемами, представляет собой предмет дискуссий. Московская фонологическая школа считает их одной фонемой, петербургская — двумя. Фонема /i/ встречается только после мягких согласных и гласных, /ɨ/ — после твёрдых. В абсолютном начале слова как правило представлена только /i/, но есть несколько слов с начальным ударным /ɨ/: ы (название буквы и название «Операция «Ы» и другие приключения Шурика»), ыкать и множество географических названий и имён собственных: Ыйван, Ыйбён, Ытык-Кюёль, Ыльчи Мундок, Ким Чен Ын и другие. В начале слова не под ударением /i/ и /ɨ/ не различаются: иммигрант и эмигрант. Кроме того, носители русского языка ощущают ы скорее как отдельную фонему и могут произнести её изолированно.
Существуют следующие аллофоны:
- [i] ([и]) — основной аллофон /i/, представлен под ударением и перед мягкими согласными;
- [ɪ] ([ие] и [ь]) — аллофон /i/ в безударном положении не перед мягкими согласными: пятак [pʲɪˈtak]. В кириллической транскрипции [ие] используется в первом предударном слоге и в абсолютном начале слова, а [ь] в остальных безударных слогах;
- [ɨ] ([ы]) — основной аллофон /ɨ/;
  - упередняется между переднеязычными или велярными согласными — [ɨ̟]: тыкать [ˈtɨ̟kətʲ];
  - отодвигается назад и слегка дифтонгизируется после сочетаний губных согласных с /ɫ/: плыть [pɫɯ̟ɨ̟tʲ];
- [ᵻ] (или [ɨ ̞]) ([ыэ]) — аллофон /ɨ/ в безударном положении: цена [ʦᵻˈna], дышать [dɨ̞ˈʂatʲ];
  - После /ц/ может звучать ещё более открытый аллофон [ɘ]: на танце/на танцы [nɐˈtanʦɘ].

### /a/(/а/)
Фонема /a/ является гласным среднего ряда нижнего подъёма.
Обозначается обычно буквами а и я; в безударной позиции также буквами о, реже э, е.
Имеет следующие аллофоны:
- [a] ([а]) — основной аллофон, представлен после твёрдых согласных: пат [pat];
- [æ] ([ä]) — после мягких согласных под ударением: пять [pʲætʲ];
- [ɑ̟] — после твёрдых согласных перед /ɫ/: палка ['pɑɫkə];
- [ɐ] ([ʌ]) — в безударных слогах: в начале слова и перед ударным слогом: оловя́нный [ɐɫɐ'vʲæn:ɨ];
- [ʌ] — в заударном финальном слоге (в том числе после [ɫ]): пе́ла [ˈpʲe̞ɫʌ][2];
- [æ] — после мягких произносится только в конце слова в грамматических окончаниях: дача ['daʨæ] (но дачи ['daʨɪ])[2];
- [ə] ([ъ]) — в прочих безударных слогах после твёрдых согласных: ми́гом ['migəm]; в некоторых междометиях оказывается под ударением: что́б тебя! ['ʂtəptʲibʲə];
- согласно современной норме после ж и ш как под ударением, так и без ударения произносятся аллофоны /a/: шары́ [ʂɐ.'rɨ], жара́ [ʐɐ.'ra]; однако ещё в XX веке нормой было произношение в безударной позиции аллофонов фонемы /ɨ/, что сейчас эпизодически сохраняется в словах жале́ть [ʐɨˈlʲetʲ], к сожале́нию [ksə.ʐɨ.ˈlʲe.nʲɪ.jᵿ] и косвенных падежах слова лошадь, например, лошаде́й [ɫə.ʂɨ.ˈdʲej].

### /e̞/(/э/)
Фонема /e/ является гласным переднего ряда среднего подъёма.
Обозначается обычно буквами е и э; в безударной позиции практически не встречается.
Аллофоны этой фонемы варьируют в пространстве между кардинальными гласными [e] и [ɛ] в зависимости от окружающих согласных.
- Аллофон, наиболее близкий к [e], произносится между мягкими согласными: петь [pʲetʲ].
- Аллофон, наиболее близкий к [ɛ], произносится в начале слова перед твёрдыми согласными: этот ['ɛtət].
- Когда один согласный твёрдый, а другой мягкий, то произносятся аллофоны, средние между [e] и [ɛ], в узкой транскрипции обозначаемые либо как опущенный [e̞], либо как приподнятый [ɛ̝]. В широкой транскрипции для простоты после мягких согласных они обозначаются как [e], а после твёрдых — как [ɛ]: нем [nʲem], отель [ɐˈtɛlʲ].
- Кроме того, после твёрдых согласных все аллофоны немного отодвигаются назад: [ɛ̠] или [e̠].

### /o/(/о/)
Фонема /o/ является гласным заднего ряда среднего подъёма.
Обозначается обычно буквами о и ё; в безударной позиции может встречаться только в неосвоенных заимствованиях, чаще всего в конце слова — в заударных слогах или после гласной: радио ['ra.dʲɪo], вето ['vʲe.to], кредо ['krɛ.do] (также ['krʲe.də]).
- Между мягкими согласными произносится аллофон, несколько продвинутый вперёд (огубленный шва): тётя [ˈtʲɵ̞.tʲə].

### /u/(/у/)
Фонема /u/ является гласным заднего ряда верхнего подъёма.
Обозначается обычно буквами у и ю.
- Между мягкими согласными произносится аллофон, несколько продвинутый вперёд: чуть [ˈʨʉtʲ], ютиться [jᵿˈtʲiʦə].
- В безударном положении произносится аллофон, близкий к [ʊ]: сухой [sʊ.ˈxo̞j], мужчина [mʊ.ˈɕːi.nə].

### Влияние гласных на согласные
Гласные в свою очередь также влияют на предшествующий согласный. Так, перед /o/ и /u/ согласные огубляются: мог [mʷok]. Эти же гласные и [ɨ] вызывают некоторую веляризацию: ты [tˠɨ].

### Редукция гласных
В безударном положении одни гласные ослабляются, а другие чередуются с другими фонемами. В частности, для литературного языка характерны аканье, иканье и ыканье.
- Первое заключается в том, что морфонема |o| представлена фонемой /o/ под ударением и фонемой /a/ не под ударением.
- Для второго характерно совпадение в одной фонеме безударных морфонем |i|, |e|, |a| и |o| после мягких согласных.
- При ыканьи в одной фонеме совпадают безударные морфонемы |ɨ|, |e|, а после ж, ш, ц и |o|.

Так как русская орфография является этимологической, редукция безударных гласных в ней не отображается.
| буквы | морфонемы | фонемы             | Под ударением             | Под ударением            | В начале слова без ударения | В первом предударном слоге           | В первом предударном слоге | В первом предударном слоге | В остальных безударных слогах | В остальных безударных слогах |
| буквы | морфонемы | фонемы             | между твёрдыми согласными | между мягкими согласными | В начале слова без ударения | После парных твёрдых согласных и /ц/ | После /ж/, /ш/             | После мягких согласных     | После твёрдых согласных       | После мягких согласных        |
| ----- | --------- | ------------------ | ------------------------- | ------------------------ | --------------------------- | ------------------------------------ | -------------------------- | -------------------------- | ----------------------------- | ----------------------------- |
| и, ы  | \|i\|     | /i/, /ɨ/           | [ɨ]                       | [i]                      | [ɪ], [ᵻ]                    | [ᵻ]                                  | [ᵻ]                        | [ɪ] ([ие])                 | [ᵻ]                           | [ɪ] ([ь])                     |
| е, э  | \|e\|     | /e/, /i/, /ɨ/, /a/ | [ɛ]                       | [e]                      | [ᵻ]                         | [ᵻ] ~ [ɘ]                            | [ᵻ]                        | [ɪ] ([ие])                 | [ᵻ]                           | [ɪ] ([ь])                     |
| а, я  | \|a\|     | /a/, /i/           | [a]                       | [æ]                      | [ɐ]                         | [ɐ]                                  | [ɐ]                        | [ɪ] ([ие])                 | [ə]                           | [ɪ], [ə]                      |
| о, ё  | \|o\|     | /o/, /a/, /i/, /ɨ/ | [o]                       | [ɵ]                      | [ɐ]                         | [ɐ]                                  | [ᵻ]                        | [ɪ] ([ие])                 | [ə]                           | [ɪ] ([ь])                     |
| у, ю  | \|u\|     | /u/                | [u]                       | [ʉ]                      | [u]                         | [ʊ]                                  | [ʊ]                        | [ᵿ]                        | [ʊ]                           | [ᵿ]                           |

В безударной позиции между глухими согласными гласные могут оглушаться: выставка [ˈvɨstə̥fkə], потому что [pə̥tɐˈmu ʂtə]. Оглушение происходит также между сонантами и глухими, вплоть до полного исчезновения гласного: череп [ʨerʲɪ̥p], город ['gor̥t].
Следует подчеркнуть, что звук [ə]/[ъ] в русской фонетике обозначает редуцированный неопределенного качества представляющий собой континюат[неизвестный термин] любых других аллофонов фонемы, который практически никогда не выступает в конце слова.

### Сочетания гласных
В русском языке допустимы сочетания почти всех гласных: прообраз, воображать /va.a.bra.'ʐatʲ/, муар, клеить, струи, бои /ba’i/.

## Согласные
<ʲ> обозначает мягкость согласных или палатализацию, в кириллической транскрипции обозначается с помощью апострофа ’. Обычно не ставится после /ʨ/ [ʥ] /ɕː/ /ʑː/, так как эти знаки специально обозначают только палатализованные согласные.
| Способ образования | Способ образования | Способ образования | Место образования | Место образования | Место образования | Место образования | Место образования                | Место образования | Место образования |
| Способ образования | Способ образования | Способ образования | губные            | губные            | переднеязычные    | переднеязычные    | переднеязычные                   | палатальные       | заднеязычные      |
| Способ образования | Способ образования | Способ образования | губно-губные      | губно-зубные      | зубные            | альвеолярные      | ретрофлексные/альвео-палатальные | палатальные       | заднеязычные      |
| ------------------ | ------------------ | ------------------ | ----------------- | ----------------- | ----------------- | ----------------- | -------------------------------- | ----------------- | ----------------- |
| шумные             | взрывные           | тв.                | /p/ /b/           |                   | /t/ /d/           |                   |                                  |                   | /k/ /g/           |
| шумные             | взрывные           | м.                 | /pʲ/ /bʲ/         |                   |                   | /tʲ/ /dʲ/         |                                  |                   | /kʲ/ /gʲ/         |
| шумные             | аффрикаты          | тв.                |                   |                   |                   | /ʦ/ [ʣ]           |                                  |                   |                   |
| шумные             | аффрикаты          | м.                 |                   |                   |                   |                   | /ʨ/ [ʥ]                          |                   |                   |
| шумные             | фрикативные        | тв.                |                   | /f/ /v/           | /s/ /z/           |                   | /ʂ/ /ʐ/                          |                   | /x/ [ɣ]           |
| шумные             | фрикативные        | м.                 |                   | /fʲ/ /vʲ/         | /sʲ/ /zʲ/         |                   | /ɕː/ /ʑː/                        |                   | /xʲ/              |
| сонорные           | носовые            | тв.                | /m/               | [ɱ]               | /n/               |                   |                                  |                   |                   |
| сонорные           | носовые            | м.                 | /mʲ/              |                   |                   | /nʲ/              |                                  |                   |                   |
| сонорные           | боковые            | тв.                |                   |                   | /ɫ/               |                   |                                  |                   |                   |
| сонорные           | боковые            | м.                 |                   |                   |                   | /lʲ/              |                                  |                   |                   |
| сонорные           | скользящие         | м.                 |                   |                   |                   |                   |                                  | /j/               |                   |
| сонорные           | дрожащие           | тв.                |                   |                   |                   | /r/               |                                  |                   |                   |
| сонорные           | дрожащие           | м.                 |                   |                   |                   | /rʲ/              |                                  |                   |                   |

В косых скобках показаны фонемы, в квадратных — некоторые аллофоны. Слева приведены глухие согласные, справа — звонкие.
Практически все согласные представлены парами твёрдой и мягкой фонем. Исключение составляют всегда твёрдая /ʦ/ и всегда мягкие /ʨ/ и /j/. Мягкие велярные согласные в силу исторических причин находятся на периферии русской языковой системы и часто не считаются отдельными фонемами.
Определяющим для дистрибуции согласных фонем являются два ассимилятивных процесса: оглушение / озвончение шумных согласных и нейтрализация оппозиции по мягкости / твёрдости у некоторых согласных перед другими согласными (см. подробнее ниже).

### Шумные согласные
Губные согласные
- Взрывные согласные представлены только губно-губными:
  - /p/ (/п/) — орфографически п, б: паб /pap/
  - /pʲ/ (/п’/) — орфографически п: пила /pʲi'ɫa/
  - /b/ (/б/) — орфографически б, п: поп-группа /pob'grupa/
  - /bʲ/ (/б’/) — орфографически б: бил /bʲiɫ/
- Фрикативные согласные представлены только губно-зубными:
  - /f/ (/ф/) — орфографически ф, в: фивский /'fʲifskij/, ров /rof/
  - /fʲ/ (/ф’/) — орфографически ф, в: Федя ['fʲedʲa], все /fʲsʲe/ (допустимо [fsʲe])
  - /v/ (/в/) — орфографически в, ф, г: Вовка /'vofka/, Афганистан /avganʲi'stan/, его [je'vo]
  - /vʲ/ (/в’/) — орфографически в: век /vʲek/

Переднеязычные согласные
- Взрывные согласные
  - Твёрдые согласные — зубные, апикальные.
    - /t/ (/т/) — орфографически т, д: Тэд /tet/, подходит /pət'xodʲit/.
    - /d/ (/д/) — орфографически д, т: Дутбаев /dudbajif/

  - Мягкие согласные — альвеолярные, ламинальные. Произносятся с некоторым трением языка, приближаясь к свистящим аффрикатам и фактически составляя мягкие пары для твердых свистящих аффрикат (/ʦ/, [ʣ]). Только перед гоморганными смычными, когда смычка не разрывается, они не имеют фрикативного отступа: брать там.
    - /tʲ/ (/т’/) — орфографически т, д: тётя /tʲotʲa/
    - /dʲ/ (/д’/) — орфографически д, т: дядька /dʲatʲka/
- Аффрикаты

Русские аффрикаты являются двухфокусными и круглощелевыми.
- - /ʦ/ (/ц/) — альвеолярная, апикальная, свистящая; орфографически ц, тс, тьс: целоваться /ʦɨɫa'vaʦa/
    - Звонкий аллофон [ʣ] ([дз]) представлен перед звонкими шумными; орфографически ц: спецгруппа /spʲeʦ'grupa/ [spʲeʣ'grupə]. В словах типа дзэн, дзюдо представлены двухфонемные сочетания /d/+/z/. Открытым остаётся вопрос о том, какие фонемы представлены в китайских словах на месте твёрдого и мягкого цз: Мао Цзэдун, Цзюлун.

  - /ʨ/ (/ч’/) — альвео-палатальная, ламинальная, шипящая; орфографически ч: час /ʨas/
    - Твёрдый аллофон [tʂ] представлен в слове лучше ['ɫutʂʂɨ].
    - Звонкий аллофон [ʥ] ([дж’]) представлен перед звонкими шумными, орфографически ч: алчба /aɫʨ'ba/ [ɐɫʥ'ba]. В словах типа джаз, джинсы представлены двухфонемные сочетания /d/+/ʐ/. Аналогично «цз» не вполне ясно, одна или две фонемы представлены в китайских словах на месте твёрдого «чж»: Чжэнфын (см. также правила системы Палладия).
- Фрикативные согласные

В русском языке переднеязычные спиранты представлены только 8 сибилянтами. Возможны несколько классификаций этих согласных на основе разных признаков.
- -     - По месту образования: зубные, альвеолярные и постальвеолярные.
    - Постальвеолярные в русском языке в свою очередь делятся на плоские (какуминальные) и альвеопалатальные (палатализованные).
    - По активной части языка: апикальные и ламинальные.
    - По форме языка: все русские сибилянты суть круглощелевые.
    - По акустическому эффекту: свистящие и шипящие.
    - По количеству мест сужения речевого тракта: однофокусные и двухфокусные.

  - Денто-альвеолярные согласные — ламинальные, свистящие, однофокусные. В узкой транскрипции обозначаются как [s̪ z̪] и [s̪ʲ z̪ʲ]. /s/, /sʲ/, /z/, /zʲ/ перед шипящими /ʂ/, /ʐ/, /ɕː/, /ʨ/ заменяются на шипящие (см. ниже).
    - /s/ (/с/) — глухой; орфографически с, з: сказка /'skaska/
    - /z/ (/з/) — звонкий; орфографически з, с: от сглаза /ad'zgɫaza/
    - /sʲ/ (/с’/) — глухой мягкий; орфографически с, з: сиг /sʲik/
    - /zʲ/ (/з’/) — звонкий мягкий; орфографически з, с: зима /zʲima/, сделал /'zʲdʲeɫaɫ/.

  - Передненёбные согласные (постальвеолярные)
    - Какуминальные согласные («ретрофлексные») — ламинальные, шипящие, двухфокусные. Могут также обозначаться как [s̠ z̠] или не совсем правильно как [ʃ ʒ], а в славистической традиции как /š ž/.
      - /ʂ/ (/ш/) — глухой; орфографически ш, ж, с, з: шажки /ʂa'ʂkʲi/; сшить /ˈʂːɨtʲ/
      - /ʐ/ (/ж/) — звонкий; орфографически ж, ш, с, з: жук /ʐuk/; сжалиться /ˈʐːalʲɪtsə/

    - Альвеопалатальные согласные — апикальные, шипящие, двухфокусные. Единственные согласные русского языка, являющиеся долгими. Входят в системные пары с предыдущими двумя согласными как мягкие с твёрдыми, хотя различаются и другими признаками. Эти согласные фактически являются палатализованными вариантами палатально-альвеолярных [ʃ ʒ] и могут обозначаться как [ʃʲ ʒʲ]. При них самих знак палатализации обычно не ставится, так как является избыточным.
      - /ɕː/ (/щ или ш̅’/) — орфографически щ, сч, шч, зщ, сщ, жд: расщепить /raɕːɪ'pʲitʲ/, счастье /'ɕːasʲtʲjɪ/. В речи некоторых носителей соответствует двухфонемному сочетанию /ɕtɕ/, однако такое произношение считается устаревшим. В слове дождь может произноситься как /ɕː/, так и /ʂtʲ/: /doɕː / doʂtʲ/.
      - /ʑː/ (/ж̅’/) — орфографически зж, жж, жд и др. Звонкий аналог /ɕː/. Встречается на границе слов при озвончении /ɕː/ (товарищ говорит /taˈvarʲiʑː‿gavaˈrʲit/, вещдок /'vʲeʑː'dok/). Изолированно встречается всё реже, лишь в речи отдельных носителей в таких словах как езжу /'jeʑːu/, вожжи /'voʑːi/, визжать /vʲi'ʑːatʲ/, где она обычно заменяется долгой /ʐː/, фонологический статус которой не ясен. В слове дожди /da'ʑːi/ эта фонема под влиянием орфографии обычно меняется на сочетание /ʐdʲ/: /da'ʐdʲi/. В то же время в речи некоторых носителей встречается по аналогии в словах, где изначально её быть не могло, например, в производных от слова жечь: зажжёт /za'ʑːot/ (< *zažьžetъ), подожжёшь /pada'ʑːoʂ/ (< *podъžьžešь). Ещё реже краткий вариант этой фонемы встречается в иностранных заимствованиях перед йотированными гласными, например, жюри /ʑuri/ (обычно /ʐuri/). Список слов, где может встретиться /ж̅’/

Велярные согласные (заднеязычные)
Палатализованные (мягкие) велярные согласные в силу исторических причин находятся на периферии русской языковой системы и часто не считаются отдельными фонемами, однако для всех из них существуют минимальные пары, почти обязательно с использованием заимствованной лексики. Мягкие велярные согласные возможны только перед гласными и мягкими же велярными. Палатализованные велярные отличаются от собственно палатальных согласных.
- Взрывные согласные
  - /k/ (/к/) — глухой; орфографически к, г: кот /kot/, кыш /kɨʂ/, Кэт /ket/, кол /koɫ/, Баку /ba'ku/, рог /rok/.
  - /kʲ/ (/к’/) — глухой; орфографически к: ткёт /tkʲot/, киш /kʲiʂ/, кет /kʲet/, Кёльн /kʲolʲn/, экю /ɨ'kʲu/.
  - /g/ (/г/) — звонкий; орфографически г, к: Гугл /'gugɫ/, гунн /gun/, экзема /ɨ'gzema/.
  - /gʲ/ (/г’/) — звонкий; орфографически г: погиб /pa'gʲip/, Гюго /gʲu'go/, Гюнтер /'gʲuntɨr/, Гянджа /gʲan'dʐa/.
- Фрикативные согласные
  - /x/ (/х/) — глухой; орфографически х, г: ход /xot/, мягкость /'mʲaxkasʲtʲ/, лёгкость /'lʲoxkasʲtʲ/, Бог /'box/.
    - Звонкий аллофон [ɣ] ([ɣ]) представлен перед звонкими шумными (кроме в): эх бы ['ɛɣ.bɨ]. В произносительной норме русского литературного языка представлен также в словах Господи, Бога /'boɣə/. В речи многих носителей южнорусского диалекта произносится вместо литературного смычного /g/.

  - /xʲ/ (/х’/) — глухой; орфографически х, г: хитрый /'xʲitrɨj/, Хёд /xʲot/, мягкий /'mʲaxʲkʲij/, лёгкий /'lʲoxʲkʲij/.

### Сонанты
У сонорных в позиции на конце слова часто произносятся глухие аллофоны: пыль, экскаватор.
Между другим согласными и концом слова сонанты часто бывают слоговыми: ру-бль, ве-прь.
Носовые сонанты
- /m/ (/м/) — губно-губной непалатализованный; орфографически м: мат /mat/.
- /mʲ/ (/м’/) — губно-губной палатализованный; орфографически м: мят /mʲat/.
- /n/ (/н/) — апикальный, зубной, непалатализованный; орфографически н: ныть /nɨtʲ/.
- /nʲ/ (/н’/) — ламинальный, альвеолярный, палатализованный; орфографически н: нить /nʲitʲ/.

Боковые сонанты
- /ɫ/ (/л/) — апикальный зубной веляризованный (точнее фарингализованный); орфографически л: лот /ɫot/.
- /lʲ/ (/л’/) — ламинальный альвеолярный палатализованный; орфографически л: лёд /lʲot/.

Скользящий сонант (скользящий аппроксимант)
- /j/ (/j/) — орфографически й, а также в составе йотированных гласных (я, ё, ю, е) не после согласных: йод /jot/, як /jak/, ёж /joʂ/, еле /'jelʲi/, юг /juk/.
  - Полугласный аллофон (глайд) [ɪ̯] произносится после гласных, образуя дифтонгические сочетания, которые в русском являются двухфонемными: яйцо [ɪ̯ɪɪ̯ˈʦo], ей [jeɪ̯]. После безударных <и> и <ы> в окончаниях прилагательных в обычной речи не произносится: красный /'krasnɨ/.
  - /j/ обычно не произносится между любой гласной и /i/: заяц /'za.iʦ/ < |za.jaʦ|, кланяется /'kɫa.nʲi.iʦ.ʦa/. * Шумный аллофон [ʝ] произносится перед ударным слогом: йод [ʝˈɵt].

Дрожащие согласные
Представлены в русском двумя многоударными фонемами, хотя в некоторых позициях возможна и одноударная реализация.
- /r/ (/р/) — постальвеолярный (передненёбный), ламинальный; орфографически р: рад /rat/ (возможно произношение [ɾat]).
- /rʲ/ (/р’/) — альвеолярный, апикальный; орфографически р: ряд /rʲat/ (возможно произношение [ɾʲat]).
- Произношение других р-образных звуков (увулярного [ʁ] или скользящего [ɹ]) считается дефектом речи.